# Madame Roland
Marie-Jeanne Roland de la Platiere (17 de marzo de 1754 - 8 de noviembre de 1793), también conocida como Manon Roland, Jeanne Marie, Manon Phlipon, Madame Roland o Marie-Jeanne Phlipon, fue junto con su marido Jean-Marie Roland de la Platière una señalada partidaria de la Revolución francesa y una influyente miembro del grupo girondino. Murió en la guillotina durante el Terror.

## Juventud
Fue hija de Gratien Phlipon, un grabador de París ambicioso, especulador y casi siempre pobre. Desde muy temprana edad mostró una gran capacidad para el estudio, un espíritu apasionado y entusiasta y un talento indiscutible. Fue en gran medida autodidacta; su amor por la lectura la condujo hasta Plutarco (un autor al que se mantendría fiel durante toda su vida), Bossuet o Massillon y, finalmente, hasta Montesquieu, Voltaire y Rousseau. A medida que desarrollaba sus estudios bajo la influencia de estos autores, fue abandonando la idea de ingresar en un convento.

## Matrimonio y actividad política
En el año 1781 se casó con Jean Marie Roland, con quien compartía la misma inteligencia y el mismo carácter, a pesar de que él era más de 20 años mayor que ella. Junto a él y a través de él, Roland ejercería una poderosa influencia en el devenir de Francia.
En los primeros días de su matrimonio, Madame Roland escribió artículos políticos para el Courrier de Lyon. Cuando la pareja se mudó de Lyon a París en el año 1791, ella empezó a desempeñar un papel político todavía más activo. Su salón en la calle Guénégaud se convirtió en el punto de encuentro de personalidades como Brissot, Pétion, Robespierre y de otros líderes del movimiento popular. Un invitado especialmente estimado era François Buzot, por quien profesaba un amor platónico. Físicamente, de Madame Roland se ha dicho que era atractiva, aunque no hermosa; sus ideas eran claras y con amplitud de miras, sus modales tranquilos y contaba con una aguda capacidad de observación. Era casi inevitable que se encontrase a sí misma en el centro de toda una serie de aspiraciones políticas y en la compañía de los hombres de progreso de mayor talento. Por aquel entonces, la ruptura entre los girondinos y la facción más radical de la Montaña todavía no había tenido lugar.
No obstante, la pareja comenzó a hacerse impopular cuando el señor Roland expuso públicamente los peores excesos de la Revolución. Madame Roland incluso llegó a acudir a la Asamblea para refutar las falsedades de un acusador, donde su tranquilidad y dignidad provocó entusiasmo. A pesar de ello, las acusaciones continuaron. En la mañana del 1 de junio de 1793, fue arrestada e ingresada en la prisión de l'Abbaye. Su marido huyó entonces a Ruan. Después de ser liberada durante una hora, fue arrestada de nuevo y trasladada a Sainte-Pélagie. Finalmente, acabó recluida en La Conciergerie (París). En prisión, fue respetada por los guardias y se le permitió el privilegio de poder escribir y de recibir visitas ocasionales de sus amigos. Allí escribió su Appel à l'impartiale postérité, unas memorias que muestran una extraña alternancia entre el autoelogio y el patriotismo, entre lo banal y lo sublime.
El 8 de noviembre de 1793 fue conducida a la guillotina. Antes de colocar su cabeza en el cepo, se inclinó ante la estatua de arcilla de la Libertad situada en la Plaza de la Revolución (actual Plaza de la Concordia) y pronunció la famosa frase por la que es recordada:

¡Oh, Libertad!, ¡cuántos crímenes se cometen en tu nombre!

Dos días después de su ejecución, su marido se suicidó en su refugio situado en las afueras de Lyon.